# Copa América FIF7 2020
Copa América FIF7 2020 bylo 4. ročníkem Copa América FIF7 a konalo se v brazilském hlavním městě Porto Alegre v období od 7. do 9. prosince 2020. Účastnily se ho 4 týmy, které odehrály zápasy systémem každý s každým. Ze skupiny pak postoupily do finále 2 nejlepší celky a zbylé celky hrály zápas o 3. místo. Vyřazovací fáze zahrnovala 2 zápasy. Ve finále zvítězili reprezentanti Brazílie, kteří porazili výběr Mexika vysoko 10:2. 

## Stadion
Turnaj se hrál na jednom stadionu v jednom hostitelském městě: Rodrigo Mendes Arena (Porto Alegre).

## Skupinová fáze
| Vysvětlivky                        |
| ---------------------------------- |
| Tým postupující do finále          |
| Tým postupující do boje o 3. místo |
| Vítěz zápasu je tučně zvýrazněn    |

#### Tabulka
| Tým      | Z | V | R | P | VG | IG | +/− | B |
| -------- | - | - | - | - | -- | -- | --- | - |
| Brazílie | 3 | 3 | 0 | 0 | 19 | 5  | +14 | 9 |
| Mexiko   | 3 | 2 | 0 | 1 | 14 | 11 | +3  | 6 |
| Chile    | 3 | 1 | 0 | 2 | 9  | 17 | −8  | 3 |
| Ekvádor  | 3 | 0 | 0 | 3 | 9  | 18 | −9  | 0 |

| 7. prosince 2020 18:30 |       |         |                                    |
| Mexiko                 | 7 : 4 | Ekvádor | Rodrigo Mendes Arena, Porto Alegre |
|                        |       |         | Rodrigo Mendes Arena, Porto Alegre |

| 7. prosince 2020 21:00 |       |       |                                    |
| Brazílie               | 9 : 1 | Chile | Rodrigo Mendes Arena, Porto Alegre |
|                        |       |       | Rodrigo Mendes Arena, Porto Alegre |

| 8. prosince 2020 15:30 |       |        |                                    |
| Brazílie               | 4 : 3 | Mexiko | Rodrigo Mendes Arena, Porto Alegre |
|                        |       |        | Rodrigo Mendes Arena, Porto Alegre |

| 8. prosince 2020 16:45 |       |         |                                    |
| Chile                  | 5 : 4 | Ekvádor | Rodrigo Mendes Arena, Porto Alegre |
|                        |       |         | Rodrigo Mendes Arena, Porto Alegre |

| 8. prosince 2020 20:30 |       |       |                                    |
| Mexiko                 | 4 : 3 | Chile | Rodrigo Mendes Arena, Porto Alegre |
|                        |       |       | Rodrigo Mendes Arena, Porto Alegre |

| 8. prosince 2020 21:45 |       |         |                                    |
| Brazílie               | 6 : 1 | Ekvádor | Rodrigo Mendes Arena, Porto Alegre |
|                        |       |         | Rodrigo Mendes Arena, Porto Alegre |

#### O 3. místo
| 9. prosince 18:15 |       |         |                                    |
| Chile             | 7 : 2 | Ekvádor | Rodrigo Mendes Arena, Porto Alegre |
|                   |       |         | Rodrigo Mendes Arena, Porto Alegre |

#### Finále
| 9. prosince 20:45 |        |        |                                    |
| Brazílie          | 10 : 2 | Mexiko | Rodrigo Mendes Arena, Porto Alegre |
|                   |        |        | Rodrigo Mendes Arena, Porto Alegre |